# Rex Wilson
Rex Wilson (1873 – Londres, 14 de maio de 1951) foi um diretor britânico da era do cinema mudo.

## Filmografia selecionada
- Tom Brown's Schooldays (1916)
- The Life of Lord Kitchener (1917)
- Quinneys (1919)
- Unmarried (1920)
- Tilly of Bloomsbury (1921)
- St. Elmo (1923)